# اولریش فان گوبل
اولریش فان گوبل (هلندی: Ulrich van Gobbel؛ زادهٔ ۱۶ ژانویهٔ ۱۹۷۱) یک بازیکن فوتبال اهل هلند است.

## تیم ملی
وی همچنین در تیم ملی فوتبال هلند بازی کرده است.